# Maria Teresa Balcells i Llastarry
Maria Teresa Balcells i Llastarry (Dusfort, Anoia 20 de desembre de 1912 - Barcelona, 6 de desembre de 1996) fou una pianista i pedagoga catalana.
De ben petita va demostrar els seus dots musicals. Inicià els seus estudis a l'Escola Municipal de Música de Barcelona, on cursà sis anys de solfeig i teoria i tingué com a professor de piano el mestre Tomàs Buxó i Pujadas. Obtingué tres premis per solfeig i dictat de grau mitjà i un premi de grau superior en dictat. El 1947 comença a exercir com a professora auxiliar de l'Escola Municipal de Música de Barcelona, i l'any següent va ingressar al Conservatori per concurs oposició. L'any 1978 contribuir a crear l'Escola de Música a l'Orfeó Gracienc, juntament amb Josepa Català i Antoni Pérez Simó, i s'hi incorporà com a professora fins al curs 1984-85.
Filla de Rosa Llastarry i Balcells i Joan Balcells i Garcia, fundador de l'Orfeó Gracienc, director, compositor i professor de solfeig.
En la seva tasca com a pianista es dedicà també a acompanyar cantants, entre els quals Conxita Badia, Mercè Plantada, Mercè Capsir, Gaietà Renom, Manuel Ausensi, Raimon Torres, Emili Vendrell, Bartomeu Bardagí o instrumentistes com Joan Manén (violinista), Josep Trotta (violoncel) o la seva germana Rosa Balcells (arpa). Entre els seus deixebles, hi ha els pianistes Jordi Vilaprinyó o Delfí Colomé. L'any 2012, amb motiu del centenari del seu naixement se li van fer homenatges a l'Associació de Mestres i Directors de Música i a l'Orfeó Gracienc.